# 화성 신용개 신도비
신용개 신도비(申用漑 神道碑)는 대한민국 경기도 화성시 향남읍 구문천리, 고령 신씨 북백공파 묘역에 있는 조선시대 중종 때 좌의정을 역임한 신용개(申用漑, 1463년 ~ 1519년)의 신도비이다. 2020년 2월 20일 화성시의 향토문화재 제22호로 지정되었다.

## 지정 사유
신용개(申用漑, 1463~1519)는 중종 때 좌의정을 역임한 인물로 비석에 용재(容齋) 이행(李荇)의 글과 김희수(金希壽)의 글씨가 남아있으며 이수와 방부의 우수한 조각은 문화재적 지정 가치가 있다.

## 같이 보기
- 신용개
- 고령신씨 신도비 군